# Daily Express
Il Daily Express è un quotidiano britannico in formato tabloid, fondato nel 1900 da Arthur Pearson, già editore di un'altra testata, il Pearson's Own. L'edizione domenicale appare nel 1918 sotto il nome di Sunday Express. 

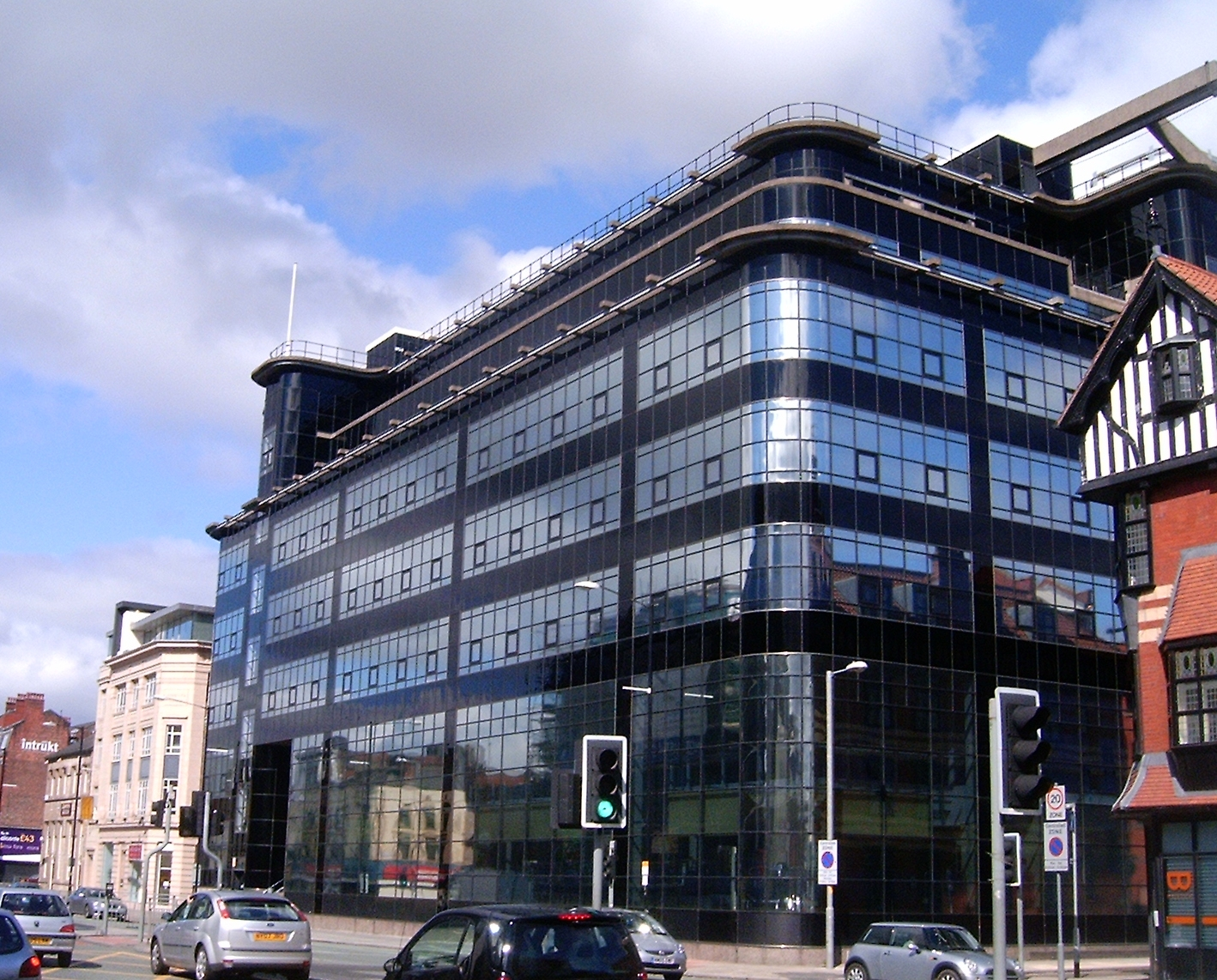
Il Daily Express Building, sede del giornale a Manchester

Sotto il profilo della linea politica, il tabloid ha un orientamento in prevalenza conservatore e moderatamente euroscettico.
Nel 2018 il gruppo editoriale Trinity Mirror, proprietario del quotidiano concorrente «Daily Mirror», ha acquisito il controllo della Northern & Shell, società editrice del Daily Express (e anche del Sunday Express, Daily Star e OK!) per un valore di 126,7 milioni di sterline. Nel maggio 2018 Trinity Mirror cambia il nome in Reach plc, con sede a Londra, a Canary Wharf, e quotato alla Borsa di Londra, componente dell'Indice FTSE SmallCap.

## Storia
Il primo numero del Daily Express, fondato da Arthur Pearson (1866-1921) che intendeva imitare il Daily Mail, appare il 24 aprile 1900. Oltre alle notizie politiche, generali ed economiche, sin dalla fondazione il giornale si occupa di sport, gossip, scandali legati al sesso, moda. Ed è il primo giornale in Gran Bretagna a pubblicare i cruciverba. Nel 1916 Pearson, che ha perso la vista per un glaucoma già da qualche anno, vende il quotidiano al futuro Lord Bearverbrook.     
Nel 1927 la stampa viene effettuata a Manchester, nel 1931 la sede del giornale è al 120 Fleet Street, a Londra, in un edificio art decò costruito per l'occasione. Negli anni Trenta il giornale  diventa uno dei più diffusi in Gran Bretagna grazie anche ad una campagna di marketing aggressiva. Sotto la direzione di Arthur Christianson le vendite raddoppiano, passando dai due milioni di copie nel 1936 ai 4 milioni nel 1949. Sono pubblicati anche il fumetto Rupert Bear di Alfred Bertall e fumetti satirici di Carl Giles.  
Nel 1938 la pubblicazione torna a Manchester nel Daily Express Building, soprannominato "Black Lubyianka" e progettato da Owen Williams. Un edificio simile viene aperto anche a Glasgow. La stampa di Glasgow termina nel 1974, quella di Manchester nel 1989.
Nel marzo del 1962, Beaverbrook viene attaccato alla Camera dei Comuni per l'esecuzione di "una vendetta prolungata" contro la famiglia reale britannica nei titoli Express. Nello stesso mese, il Duca di Edimburgo descrive l'Express come "un orribile giornale, pieno di bugie, scandali e immaginazione: è un giornale vizioso". L'arrivo della televisione e il mutamento degli interessi del pubblico producono un calo nelle vendite del giornale e dopo la morte di Beaverbrook, nel 1964, la diffusione del giornale declina ulteriormente.  Durante questo periodo l'Express, praticamente il solo tra i giornali principali, si oppone con veemenza all'accesso a quella che diventerà la Comunità Economica Europea.
Nel 2000 il Daily Express diventa di proprietà di Richard Desmond, editore della rivista sui vip OK!  per 125 milioni di sterline. Un'acquisizione che fa sorgere polemiche in quanto Desmond possiede anche riviste moderatamente porno.
All'inizio del 2015 il Daily Express rompe il suo decennale sostegno al partito conservatore e si muove in linea con il UK Independence Party (UKIP), diventato il maggior partito del Regno Unito nelle elezioni europee del 2014. Desmond è uno dei principali finanziatori di UKIP. 
Nel febbraio 2018 il Daily Express è acquisito (insieme ad altri quotidiani e riviste della stessa società editoriale, la Northen & Shell) da uno dei maggiori gruppi editoriali britannici, il Trinity Mirror, proprietario del Daily Mirror, Sunday Mirror, The Sunday People, Scottish Sunday Mail e Daily Record oltre a una serie di giornali regionali.

## Direttori
- Arthur Pearson (aprile 1900–1901)
- Fletcher Robinson (1901–1909)
- R. D. Blumenfeld (1909–1929)
- Beverley Baxter (1929 – ottobre 1933)
- Arthur Christiansen (1933 – agosto 1957)
- Edward Pickering (1957– novembre 1961)
- Robert Edwards (1961 – febbraio 1962)
- Roger Wood (1962 – maggio 1963)
- Robert Edwards (1963 – giugno 1965)
- Derek Marks (1965 – aprile 1971)
- Ian McColl (1971 – ottobre 1974)
- Alastair Burnet (1974 – marzo 1976)
- Roy Wright (1976 – agosto 1977)
- Derek Jameson (1977 – giugno 1980))
- Arthur Firth (1980 – ottobre 1981)
- Christopher Ward (1981 – aprile 1983)
- Larry Lamb (1983 – aprile 1986)
- Nicholas Lloyd (1986 – novembre 1995)
- Richard Addis (1995 – maggio 1998)
- Rosie Boycott (1998 – gennaio 2001)
- Chris Williams (2001 – dicembre 2003)
- Peter Hill (2003 - febbraio 2011)
- Hugh Whittow (2011 - marzo 2018)
- Gary Jones (2018 - oggi)